# دهستان تولیسته
دهستان تولیسته (به لاتین: Tõlliste Parish) یک دهستان در استونی است که در شهرستان والگا واقع شده‌است.

## خصوصیات
دهستان تولیسته ۱۹۳٫۷۸ کیلومترمربع مساحت و ۱٬۷۸۵ نفر جمعیت دارد.